# Massacro (romanzo)
Massacro (Slawter) è un libro scritto da Darren Shan. Fa parte della saga Demonata, di cui è il terzo (quarto in ordine cronologico) scritto, che è stata tradotta in 9 lingue e pubblicata in numerosi paesi. Il protagonista è Grubbs Grady, come anche nel primo libro Demonata Il signore dei demoni.

## Trama
Questo libro si svolge circa un anno dopo Il signore dei demoni. Nel momento in cui si svolge la storia, a Dervish, che è appena tornato dalla sua battaglia con Lord Loss, un produttore di film horror chiamato Davida Haymon offre la possibilità di lavorare sul set del suo nuovo film, "Massacro". Si sveglia e si ritrova in una piccola camera in uno degli edifici che compongono la città del set. Dervish e Bill-E sono in camera con il produttore del film quando usa la magia speciale per svegliarli. I tre quindi corrono in città per avvertire la popolazione di scappare, dicendo che una fuga di gas farà esplodere la città. Tornati nella casa di Dervish, Grubbs racconta al proprietario della casa di come sarebbe la sua vita se avesse la magia. Quando Dervish controlla se Grubbs ha i poteri magici pensa che lui non ne abbia, ma in verità Grubbs li ha, ma senza saperlo. In seguito decide di controllare se ha realmente i poteri, accendendo e spegnendo la luce senza utilizzare l'interruttore e facendo sparire il suo riflesso. Per avere il potere di nascondere i suoi poteri da Dervish e di usare la magia nel mondo reale, lontano da qualsiasi demoni può significare solo una cosa: Grubbs è un mago.